# 1937年北支那派遣軍戰鬥序列
1937年北支那派遣軍戰鬥序列為中国抗日战争第一期第一階段的華北戰場日軍戰鬥序列。此序列編成於1937年年中，以機械化與先進設備部隊參與了華北戰場的戰鬥，而總司令官為寺内寿一。

## 戰鬥序列簡介
- 北支那派遣軍司令官寺內壽一
  - 第1師團：河村恭輔
  - 第5師團：板垣征四郎
  - 第10師團：磯谷廉介
  - 第14師團：土肥原賢二
  - 第16師團：中島今朝吾
  - 第20師團：川岸文三郎
  - 第110師團：健川美次
  - 酒井旅團：酒井鎬次
  - 鈴木旅團：鈴木重康
  - 河邊旅團：河邊正三
  - 本間旅團：本間雅晴
  - 騎兵第一旅團
  - 千田兵團：千田貞雄
  - 冀東軍（華北自治區）主力
  - 蒙軍五師（蒙古國）
  - 滿軍（滿洲國）